# Hans Hellmut Kirst
Hans Hellmut Kirst (Osterode, 5 de Dezembro de 1914 - 13 de Fevereiro de 1989) foi um distinto romancista e escritor alemão, autor de 46 livros, alguns traduzidos para português. Kirst é relembrado como criador da colecção "Gunner Asch" que acompanha a luta contínua de um indivíduo honesto para manter a sua identidade e humanidade no meio da criminalidade e corrupção da Alemanha Nazi.

## Biografia

### Início de vida
Hans Hellmut Kirst nasceu em Osterode, na Prússia Oriental. Osterode fica actualmente na parte polaca da antiga província alemã.
Kirst alistou-se no Exército Alemão em 1933 e serviu como oficial durante a II Guerra Mundial, terminando a guerra como Primeiro Tenente. Kirst foi membro do Partido Nazi, afirmando mais tarde que tinha "confundido o Nacional Socialismo com a Alemanha".
Kirst indicou mais tarde que após a guerra ele não acreditou imediatamente nos relatos das atrocidades nazis. "Não se sabia que se estava num clube de assassinos", relembrou.

### Carreira literária
A primeira novela de Kirst foi publicada em 1950, traduzida para inglês como The Lieutenant Must Be Mad. O livro é relativo a um oficial alemão jovem que sabotou uma guarnição nazi.
Kirst ganhou reputação internacional com a colecção Null-acht, fünfzehn (Zero-Eight, Fifteen), uma sátira da vida no exército centrada em Gunner Asch, um soldado que consegue resistir ao sistema. Inicialmente concebido como uma trilogia — 08/15 in der Kaserne (1954), 08/15 im Krieg (1954), 08/15 bis zum Ende (1955) — a narrativa dos três livros foi expandida para cinco com a publicação de 08/15 Heute em 1963 e 08/15 in der Partei em 1978. A colecção segue a carreira de Asch, um homem comum numa situação impossível, nos anos anteriores à II Guerra Mundial, para a Frente Leste, e finalmente no mundo da Alemanha pós-guerra.
A colecção Gunner Asch foi publicada em inglês como : The Revolt of Gunner Asch (1955), Forward, Gunner Asch! (1956), The Return of Gunner Asch (1957), What Became of Gunner Asch (1964), and Party Games (1980).

Outros romances principais de Kirst passam-se durante o Terceiro Reich e a II Guerra Mundial. Isto inclui Officer Factory, sobre a investigação da morte de um oficial em treino numa Escola de Oficiais próximo do fim da II Guerra Mundial; Last Stop, Camp 7, a história de 48 horas num campo de internamento de antigos Nazis, The Wolves, uma fábula sobre a resistência astuta de uma vila alemã, e The Nights of the Long Knives, sobre um pelotão fictício de 6 pistoleiros das SS. 
Kirst também escreveu sobre a tentativa de assassinato de Adolf Hitler em Julho de 1944 em Aufstand der Soldaten (1965), que foi traduzido para português como a A Revolta dos Soldados.
Os romances de Kirst não relacionados com a II Guerra Mundial incluem The Seventh Day (1957), uma história do holocausto nuclear que recebeu aclamação mundial e foi apelidado como sendo "tão convincente que não parece ser ficção por nadal", e Die letzte Karte spielt der Tod (1955), um relato ficcional da vida do espião soviético Richard Sorge, publicado nos Estados Unidos como The Last Card e no Reuno Unido como Death Plays the Last Card.
Em 1965, Kirst foi nomeado para um Edgar Award dos Mystery Writers of America pelo seu livro de 1962, Die Nacht der Generale, traduzido para português como A Noite dos Generais. O livro é sobre uma investigação de uma série de assassinatos de prostitutas durante e após a II Guerra Mundial cometidos por um de três generais alemães. O livro foi adaptado num filme com sucesso de 1967 com o mesmo nome, com Omar Sharif e Peter O'Toole.
Kirst também escreveu uma colecção de romances de detectives passada em Munique nos anos 1960 e publicada em traduções em inglês como Damned to Success (ou também A Time for Scandal), A Time for Truth, e Everything has a Price.
In 1972, Kirst foi membro do júri no 22nd Berlin International Film Festival. Também foi membro do International PEN e The Authors Guild.

### Morte e legado
Hans Hellmut Kirst morreu em Fevereiro de 1989. Tinha 74 anos na altura da sua morte .
Os livros de Kirst foram traduzidos em 28 línguas e venderam um total de 12 milhões de cópias durante a sua vida.
É considerado um dos grandes descritores alemães da queda do III Reich e do destino do povo alemão derrotado. No seu último ano começou também a escrever romances criminais, mas que não foram traduzidos para inglês. (Na Wikipedia alemã consta que escreveu 60 romances).

## Obras
- Wir nannten ihn Galgenstrick, 1950
- Sagten Sie Gerechtigkeit, Captain?, 1952 (nova versão 1966: Letzte Station Camp 7)
- Aufruhr in einer kleinen Stadt, 1953
- 08/15 in der Kaserne, 1954 - 08/15 A Caserna, trad. da ed. francesa por José Saramago, Europa-América, 1956
- 08/15 im Krieg, 1954 - 08/15 A Guerra, trad. da ed. francesa por José Saramago, Europa-América, 1956
- 08/15 bis zum Ende, 1955 - 08/15 A Derrota, trad. da ed. francesa por José Saramago, Europa-América, 1957
- Die letzte Karte spielt der Tod, 1955 - Sorge, o Espião do Século, Europa-América, 1966
- Gott schläft in Masuren, 1956 - Deus dorme em Masúria, trad. da ed. francesa por José Saramago, Europa-América, 1958
- Mit diesen meinen Händen, 1957
- Keiner kommt davon, 1957
- Kultura 5 und der rote Morgen, 1958
- A Felicidade não se compra - no original Glück läßt sich nicht kaufen, 1959
- Fábrica de Oficiais - no original Fabrik der Offiziere, 1960
- Kameraden, 1961
- Die Nacht der Generale, 1962
- Bilanz der Traumfabrik, 1963
- 08/15 heute, 1965
- Aufstand der Soldaten, 1965
- Letzte Station Camp 7, 1966 (primeira edição de 1952, Sagten Sie Gerechtigkeit, Captain?)
- Die Wölfe, 1967 (Os Lobos, Europa-América, 1969)
- Deutschland deine Ostpreußen, 1968
- Kein Vaterland, 1968
- Soldaten, Offiziere, Generale, 1969
- Faustrecht, 1969
- Heinz Rühmann, (biografia), 1969
- Held im Turm, 1970
- Das Udo Jürgens Songbuch, 1970
- Kriminalistik, BLV-Juniorwissen tomo 5, 1971
- Verdammt zum Erfolg, 1971
- Gespräche mit meinem Hund Anton, 1972
- Verurteilt zur Wahrheit, 1972
- Verfolgt vom Schicksal, 1973
- Alles hat seinen Preis, 1974
- Und Petrulla lacht, 1974
- Die Nächte der langen Messer, 1975
- Generals-Affären, 1977
- Die Katzen von Caslano, 1977
- Endstation Stacheldraht, 1978
- 08/15 in der Partei, 1978
- Der Nachkriegssieger, 1979
- Der unheimliche Freund, 1979
- Hund mit Mann-Bericht über einen Freund, 1979
- Eine Falle aus Papier, 1981
- Bedenkliche Begegnung, 1982
- Geld-Geld-Geld, 1982
- Ausverkauf der Helden, 1983
- Die gefährliche Wahrheit, 1984
- Die seltsamen Menschen von Maulen, 1984
- Blitzmädel, 1984
- Ende 45, 1985
- Das Schaf im Wolfspelz. Ein deutsches Leben, 1985
- Ein manipulierter Mord, 1987
- Geschieden durch den Tod, 1987
- Erzählungen aus Ostpreußen, 1987
- Die merkwürdige Hochzeit in Bärenwalde, 1988
- Stunde der Totengräber, 1988
- Der unheimliche Mann Gottes, 1988
- Menetekel ’39, 1989
- Vergebliche Warnung, Der Polenfeldzug, 1989
- Die Ermordung des Rittmeisters, 1992
- Erinnerungen an eine unvergessene Heimat

## Hans Hellmut Kirstem língua portuguesa
| nº série | Título original                                       | Título em Português                               | Tradução                                                    | Ano  | Editora                               | Nº de páginas |
| -------- | ----------------------------------------------------- | ------------------------------------------------- | ----------------------------------------------------------- | ---- | ------------------------------------- | ------------- |
| 01       | 08/15 : nul acht funfzehn ou 08/15 in der Kaserne     | 08/15 A Caserna                                   | trad. da ed. francesa por José Saramago                     | 1954 | Europa-América                        | 302           |
| 02       | Nulla acht fünfzenh - im Krieg ou 08/15 im Krieg      | 08/15 A Guerra                                    | trad. da ed. francesa por José Saramago,                    | 1954 | Europa-América,                       | 406           |
| 03       | Mull acht funfzchn- is zum unde ou 08/15 bis zum Ende | 08/15 A Derrota                                   | trad. da ed. francesa por José Saramago                     | 1955 | Europa-América                        | 386           |
| 04       | Die letzte Karte spielt der Tod                       | Sorge, o Espião do Século                         | Maria da Luz Mota Veiga                                     | 1955 | Europa-América                        | 402           |
| 05       | Gott schläft in Masuren                               | Deus dorme em Masúria                             | trad. da ed. francesa por José Saramago                     | 1956 | Europa-América                        | 333           |
| 06       | Mit diesen meinen Händen                              | Com estas minhas mãos                             | Kathe Brudt Costa                                           | 1957 | Editores Associados                   | 318           |
| 07       | (Kultura 5 und der) rote Morgen                       | Alvorada Vermelha                                 | Beatriz Sylvia Romero Porchat                               | 1958 | Ibrasa                                | 275           |
| 08       |                                                       | Ninguém escapará: ! Os últimos dias da humanidade | Frederico Rodolfo Hethinger                                 | 1959 | Ibrasa                                | 398           |
| 09       | Glück läßt sich nicht kaufen                          | A Felicidade não se compra                        | Cecília Marcelo                                             | 1959 | Europa-América                        | 262           |
| 10       | Fabrik der Offiziere                                  | Fábrica de Oficiais                               | Maria da Luz Mota Veiga                                     | 1960 | Europa-América                        | 643           |
| 11       | Kameraden                                             | Camaradas                                         | Luís de Souza Costa                                         | 1961 | Europa-América                        | 541           |
| 12       | Die Nacht der Generale                                | A noite dos generais                              | Maria da Luz da Mota Veiga                                  | 1962 | Europa-América                        | 416           |
| 13       | Aufstand der Soldaten                                 | A revolta dos soldados                            | Maria da Luz Mota Veiga                                     | 1965 | Europa-América                        | 485           |
| 14       | 08/15 heute                                           | 08/15 Hoje                                        | Adams Zielinski                                             | 1965 | Europa-América                        | 408           |
| 15       | Letzte Station Camp 7                                 | Campo 7, última estação                           | Maria da Luz da Mota Veiga                                  | 1966 | Europa-América                        | 428           |
| 16       | Die Wölfe                                             | Os Lobos                                          | Maria da Luz Mota Veiga                                     | 1967 | Europa-América                        | 716           |
| 17       | Kein Vaterland                                        | Sem pátria                                        | Maria da Luz Mota Veiga                                     | 1968 | Europa-América                        | 322           |
| 18       | Faustrecht                                            | O direito do mais forte                           | Maria da Luz Mota Veiga                                     | 1969 | Europa-América                        | 329           |
| 19       | Held im Turm                                          | O heroi da torre                                  | Maria da Luz Mota Veiga                                     | 1970 | Europa-América                        | 329           |
| 20       | Verdammt zum Erfolg                                   | Colaboração ou morte                              | Anabela Brito Freitas                                       | 1971 | Civilização                           | 363           |
| 21       | Alles hat seinen Preis                                | Tudo tem um preço                                 | Maria Helena Rodrigues de Carvalho                          | 1974 | Europa-América                        | 364           |
| 22       | Die Nächte der langen Messer                          | As noites dos facas longas                        | Maria Helena Rodrigues de Carvalho                          | 1975 | Europa-América                        | 297           |
| 23       | Generals-Affären                                      | A intriga dos generais ou O caso dos generais     | Felisbela G. Carneiro ou Maria Helena Rodrigues de Carvalho | 1977 | Círculo de Leitores ou Europa-América | 264           |
| 24       |                                                       | Inquéritos policiais                              | Maria Guerne                                                | 1977 | Verbo                                 | 45            |
| 25       | 08/15 in der Partei                                   | 08/15 - No partido                                | Maria Helena Rodrigues de Carvalho                          | 1978 | Europa-América                        | 221           |
| 26       | Der unheimliche Freund                                | O amigo sinistro                                  | Maria Helena Rodrigues de Carvalho                          | 1979 | Europa-América                        | 260           |
| 27       | Der Nachkriegssieger                                  | O vencedor do pós-guerra                          | Maria Isabel Guerreiro Meneses                              | 1979 | Europa-América                        | 300           |
| 28       | Eine Falle aus Papier                                 | Uma armadilha de papel                            | Veronika Vasconcelos                                        | 1981 | Europa-América                        | 205           |
| 29       | Ausverkauf der Helden                                 | O rescaldo dos herois                             | Ana Maria Faustino                                          | 1983 | Europa-América                        | 306           |
| 30       | Blitzmadel                                            | O crepúsculo das deusas                           | Veronika Siebelist de Vasconcelos                           | 1984 | Europa América                        | 224           |
| 31       | Stunde der Totengräber                                | A hora dos coveiros                               | Veronika Vasconcelos                                        | 1988 | Europa-América                        | 244           |
| 32       | Menetekel ’39                                         | Sinais de 39                                      | Caldeira Mendes                                             | 1989 | Europa-América                        | 208           |